# Campionati italiani estivi di nuoto 1914
I XVI Campionati italiani di nuoto sono stati il 20 e 21 settembre 1914 a Stresa. Avrebbero dovuto svolgersi ad Omegna il 30 e 31 agosto, ma l'attività era stata sospesa dopo l'inizio della prima guerra mondiale. Adeguandosi al programma olimpico, entrano in programma anche le gare individuali dello stile libero: non si disputano invece, come negli anni precedenti, gare negli stili "artistici".

## Podi
Sino al 1931 venivano usati cronometri precisi al quinto di secondo (0,2 sec.); i tempi sono stati riportati usando i decimi di secondo, ne segue che le cifre dei decimi appaiano sempre pari
| Evento                           | Oro                                                       | Tempo     | Argento                                                  | Tempo            | Bronzo                                                                                     | Tempo            |
|                                  |                                                           |           |                                                          |                  |                                                                                            |                  |
| stadio                           | Angelo Cova                                               | 2'58"0    | Luigi Bacigalupo                                         | 3'00"2           | Cesare Vaccaro                                                                             | 3'13"6           |
| miglio                           | Malito Costa                                              | 32'40"0   | Davide Baiardo                                           | 32'40"2          | Aldo Cigheri                                                                               | 37'45"0          |
| Gara a squadre - Scudo Garibaldi |                                                           |           |                                                          |                  |                                                                                            |                  |
| 3x200 m                          | Ligure waterpolo Nicolò Burlando Massola Luigi Bacigalupo | 9'19"8    | Ardita Juventus Nervi Oneto Cesare Vaccaro Italo Madella | 9'27"6           | Genoa Cricket and Football Club Waterpolo Agostino Frassinetti S. Frassinetti Davide Costa | 9'40"4           |
| Stile libero                     |                                                           |           |                                                          |                  |                                                                                            |                  |
| 100 metri                        | Luigi Bacigalupo                                          | 1'21"0    | Aldo Cigheri                                             | 1'21"2           | Nino Acquarone                                                                             | 1'24"0           |
| 400 metri                        | Davide Baiardo                                            | 6'39"8    | Nicolò Burlando                                          | 6'41"0           | Agostino Frassinetti                                                                       | 6'58"0           |
| 1500 metri                       | Davide Baiardo                                            | 27'48"8   | Edoardo Casalino                                         | 30'03"0          | Giuseppe De Micheli                                                                        | 30'44"0          |
| fondo                            | Enrico Rossi                                              | 3h 07'54" | unico all'arrivo                                         | unico all'arrivo | unico all'arrivo                                                                           | unico all'arrivo |